# Ascuta australis
Ascuta australis là một loài nhện trong họ Orsolobidae.
Loài này thuộc chi Ascuta. Ascuta australis được Raymond Robert Forster miêu tả năm 1956.